# Leine
Leine je rijeka u Tiringiji i Donjoj Saskoj u Njemačkoj. Lijeva je pritoka rijeke Aller i duga je 281 km.
Izvor se nalazi u blizini grada Leinefelde-Worbis u Tiringiji. Već 40-ak km nizvodno rijeka ulazi u Donju Sasku. Najveći grad na obali rijeke je Hannover, a veći su gradovi još i Göttingen, Alfeld te Gronau. Oko 40 km nakon Hanovera Leine u blizini grada Schwarmstedt utječe u Aller.

## Vanjske poveznice
|  | Zajednički poslužitelj ima još gradiva o temi Leine |